# Tang Gaozong
Cesarz Gaozong z dynastii Tang – trzeci władca tej dynastii, panujący w latach 649-683 (pod koniec jego życia faktyczną władzę sprawowała jego żona, cesarzowa Wu Zetian). 
Jego imię osobiste to Li Zhi (chiń. 李治), Gaozong to imię świątynne (chiń: 唐高宗; pinyin: Táng Gāozōng). Dokończył podboje ojca, cesarza Taizonga, podporządkowując Chinom koreańskie królestwa Baekje, Goguryeo i Zachodnich Turków zabezpieczając kraj od północy, skąd groziło w tym czasie największe niebezpieczeństwo. Później Chiny miały utracić znaczną część tych terytoriów na rzecz Silli, Balhae i Kitanów. Uznawany za słabego władcę; jego następczynią była cesarzowa Wu Zetian, jedyna kobieta-cesarz Chin. Pochowany wraz z nią w Mauzoleum Qianling.